# Xiao Yanyan
Xiao Yanyan, född 953, död 1009, var en khitansk kejsarinna och regent, gift med kejsar Jingzong av Liaodynastin. Hon var mor till khitanernas kejsare Shengzong av Liao och regent under hans omyndighet från 982 till 989. Som änka var hon formellt känd som änkekejsarinnan Chengtian. 
Chengtian förfogade över en personlig armé på 10.000 kavallerister, som hon förde befäl över fram till sextio års ålder. Under sin tid som regent slog hon framgångsrikt tillbaka en invasionsarmé från Songdynastin 986, och besegrade dem slutgiltigt tre år senare. 
Chengtian hade kärleksförhållanden utanför äktenskapet, något i samtiden och kulturen något ovanligt för en kvinna och därför var uppmärksammat.